# Mihaela Margan Kocbek
Mihaela (Miša) Margan Kocbek, slovenska blogerka in fotomodel, * 23. maj 1979
Leta 1999 je postala 2. spremljevalka miss Štajerske. Leta 2005 je nastopala v resničnostni oddaji Sanjska ženska na POP TV. Pojavila se je v videospotu "Dum, dum, dum" skupine Pop Design (2008). Bila je dekle oktobra 2007 v slovenskem Playboyu.
Na državnozborskih volitvah 2008 je kandidirala za poslanko na skupni listi SLS in SMS, a ni bila izvoljena. S Tadejo Ternar ima manekensko šolo.

### Zasebno
Poročena je z oljarjem Gorazdom Kocbekom (glej Oljarna Kocbek), s katerim ima hčer.